# UDTS
| 13181 Peneleos    | 11 settembre 1996 |
| (13182) 1996 SO8  | 16 settembre 1996 |
| 15913 Telemachus  | 1º ottobre 1997   |
| (20144) 1996 RA33 | 15 settembre 1996 |
| (21271) 1996 RF33 | 15 settembre 1996 |
| (35277) 1996 RV27 | 10 settembre 1996 |
| (39691) 1996 RR31 | 13 settembre 1996 |
| (39692) 1996 RB32 | 14 settembre 1996 |
| (42554) 1996 RJ28 | 11 settembre 1996 |
| (42555) 1996 RU31 | 13 settembre 1996 |

UDTS, sigla di Uppsala-DLR Trojan Survey (traduzione letterale dall'inglese: "Ricerca di troiani Uppsala-DLR"), è stato un progetto per lo studio degli asteroidi troiani di Giove.
Fu un progetto condotto tra il 1996 e il 1998 in collaborazione tra l'Università di Uppsala in Svezia e il tedesco Deutsches Zentrum für Luft- und Raumfahrt. Si avvalse di un telescopio Schmidt da 0.6 metri situato a La Silla, una struttura dell'European Southern Observatory. Il telescopio è stato chiamato Bochum per il contributo all'indagine da parte dell'Università di Bochum.
L'osservazione di oltre 400 oggetti nei punti di Lagrange L4 e L5 di Giove, portò a scoprire 62 nuovi asteroidi e l'oggetto P/1997 T3 che presenta fenomeni di natura cometaria.
Dopo la conclusione del progetto, la collaborazione tra i due istituti proseguì con l'UDAS (Uppsala-DLR Asteroid Survey).